# 白居寺长江大桥
白居寺长江大桥是中国重庆市的一座公路铁路两用斜拉桥，是“重庆市快速路五横线”跨越长江的重要控制性工程，连接大渡口区与巴南区。工程线路起于大渡口区陈家阁立交，止于巴南区内环快速路太阳岗组合立交，全长3.5（2.2英里），路幅宽度44（144英尺），主线为双向八车道，设计车速60每小時（37.3英里每小時）。主要建设内容包括：白居寺长江大桥及东西引道、钓鱼嘴立交、简家槽和太阳岗组合立交，项目总占地面积约492.88亩（32.86公頃）。白居寺长江大桥的总投资约43.6亿元人民币。大桥于2016年1月4日开工建设，2022年1月24日建成通车。

## 设计
主桥设计为双塔双索面钢桁梁斜拉桥，长1,384（4,541英尺），主跨660（2,165英尺），桥梁总宽40（131英尺）（1.5米拉索区+2.5米人行道+15.5米行车道+1米中分带+15.5米行车道+2.5米人行道+1.5米拉索区），采用公轨两用双层布置，上层为双向八车道城市快速路，下层为预留的重庆轨道交通18号线双向铁路轨道。
桥塔设计为“水滴”造型，方案名为“生命之源”，源于重庆主城有长江、嘉陵江两江汇流，是一座山水之城，契合城市的水文化主题；总高220（722英尺），其中桥面以上高165（541英尺），桥面以下高55（180英尺）
西引桥长167米，东引桥长238米。P7、P8索塔基础均采用两个直径25.4米的圆形截面承台，通过17米宽系梁连接成哑铃形。承台总长73.8米，高6米，单个承台的混凝土浇筑量达8,643立方米。每个承台下布置34根桩径3米的钻孔灌注桩，桩基长35米、42米。

## 施工
2017年1月8日，大桥主塔基础工程全部完成。